# Cycloponympha hermione
Cycloponympha hermione är en fjärilsart som beskrevs av Edward Meyrick 1921. Cycloponympha hermione ingår i släktet Cycloponympha och familjen äkta malar. Inga underarter finns listade i Catalogue of Life.